# Hertogdom Urbino
Het hertogdom Urbino was een historische staat in Italië. De hoofdstad was Urbino. Andere steden waren Pesaro, Senigallia, Fossombrone, Urbania, Gubbio, Pergola, Macerata et Fano.
Het grondgebied van het hertogdom omvatte ongeveer het noordelijke deel van de huidige regio de Marche, grenzend aan de Adriatische Zee in het oosten, de Florentijnse Republiek in het westen en aan de Pauselijke Staat in het zuiden.
De eerste heren van Urbino waren het huis Da Montefeltro, opgevolgd door de della Rovere's. De beroemdste en belangrijkste heerser was Federico da Montefeltro, wiens hof in de stad Urbino een centrum van renaissance-kunst, cultuur en humanisme werd.